# Aglikon
Aglikon, genina – niecukrowy składnik glikozydów, podstawnik połączony z cukrem wiązaniem glikozydowym. Aglikonami może być wiele związków występujących w przyrodzie (np. alkohole, kwasy karboksylowe, fenole).